# Elzange
Elzange (fràncic lorenès Eelséngen) és un municipi francès situat al departament del Mosel·la i a la regió del Gran Est. L'any 2007 tenia 772 habitants.

## Demografia

### Població
El 2007 la població de fet d'Elzange era de 772 persones. Hi havia 262 famílies, de les quals 40 eren unipersonals (24 homes vivint sols i 16 dones vivint soles), 67 parelles sense fills, 131 parelles amb fills i 24 famílies monoparentals amb fills.
La població ha evolucionat segons el següent gràfic:
Habitants censats

### Habitatges
El 2007 hi havia 272 habitatges, 260 eren l'habitatge principal de la família, 3 eren segones residències i 9 estaven desocupats. 261 eren cases i 10 eren apartaments. Dels 260 habitatges principals, 213 estaven ocupats pels seus propietaris, 41 estaven llogats i ocupats pels llogaters i 6 estaven cedits a títol gratuït; 4 tenien dues cambres, 27 en tenien tres, 70 en tenien quatre i 159 en tenien cinc o més. 215 habitatges disposaven pel capbaix d'una plaça de pàrquing. A 100 habitatges hi havia un automòbil i a 145 n'hi havia dos o més.

### Piràmide de població
La piràmide de població per edats i sexe el 2009 era:
| Homes | Edats   | Dones |
| ----- | ------- | ----- |
| 0     | 95 o +  | 0     |
| 0     | 90 a 94 | 0     |
| 0     | 85 a 89 | 0     |
| 4     | 80 a 84 | 1     |
| 9     | 75 a 79 | 13    |
| 8     | 70 a 74 | 10    |
| 7     | 65 a 69 | 18    |
| 9     | 60 a 64 | 7     |
| 14    | 55 a 59 | 10    |
| 19    | 50 a 54 | 12    |
| 28    | 45 a 49 | 28    |
| 23    | 40 a 44 | 31    |
| 44    | 35 a 39 | 22    |
| 35    | 30 a 34 | 31    |
| 14    | 25 a 29 | 35    |
| 15    | 20 a 24 | 16    |
| 21    | 15 a 19 | 30    |
| 31    | 10 a 14 | 34    |
| 28    | 5 a 9   | 30    |
| 19    | 0 a 4   | 29    |

## Economia
El 2007 la població en edat de treballar era de 510 persones, 373 eren actives i 137 eren inactives. De les 373 persones actives 346 estaven ocupades (193 homes i 153 dones) i 27 estaven aturades (10 homes i 17 dones). De les 137 persones inactives 23 estaven jubilades, 55 estaven estudiant i 59 estaven classificades com a «altres inactius».

### Ingressos
El 2009 a Elzange hi havia 259 unitats fiscals que integraven 767,5 persones, la mediana anual d'ingressos fiscals per persona era de 17.471 €.

### Activitats econòmiques
Dels 3 establiments que hi havia el 2007, 1 era d'una empresa de fabricació d'altres productes industrials, 1 d'una empresa de construcció i 1 d'una empresa immobiliària.
L'únic servei als particulars que hi havia el 2009 era una fusteria.
L'any 2000 a Elzange hi havia 4 explotacions agrícoles.

## Equipaments sanitaris i escolars
El 2009 hi havia una escola elemental.

## Poblacions més properes
El següent diagrama mostra les poblacions més properes.